# Nephtyidae
Nephtyidae — семейство многощетинковых червей (Polychaeta). Это бледные, четко сегментированные полихеты с небольшой пятиугольной простомиумом с двумя парами маленьких усиков. Их сегменты мало дифференцированы и имеют прямоугольное поперечное сечение. Nephtyidae — активные хищники, с сильным мускулистым хоботком, вооруженные двумя хорошо развитыми челюстями. Они могут относительно быстро копать песчаные отложения. Они также могут плавать извиваясь по-змеиному.

## Таксономия
На август 2024 года семейство включает следующие роды:
- Aglaophamus Kinberg, 1866
- Inermonephtys Fauchald, 1968
- Micronephthys Friedrich, 1939
- Nephtys Cuvier, 1817